# 三菱4G3族6G3族引擎
三菱4G3族/6G3族引擎乃1969年至1999年之間由日本三菱汽車研發、生產的直列四缸或直列六缸四衝程循環往復式活塞汽油引擎，通稱為三菱土星引擎（英語：Mitsubishi Saturn engine）。

## 概要與歷史
關於汽門結構，除了三菱Galant GTO高階「MR」車型使用DOHC設計之外，其餘全部皆為SOHC；因此這是該公司第一具採用OHC設計的引擎。排氣量範圍從1.2L至1.8L不等，1970年至1976年間也有出現罕見的2.0L直列六缸。早期版本以正時鍊條驅動凸輪軸，後期版本則改成正時皮帶，且搭配獨家發展的靜默軸、MCA-JET等技術。

## 4G30型
1969年面世的4G30型之排氣量為1,289c.c.、缸徑73.0mm、衝程77.0mm、壓縮比9.0:1，採用鋁製汽缸蓋、鑄鐵汽缸本體，具有5個主軸承，8閥門SOHC之設計，燃料裝置為史特龍博格下吸式化油器。可輸出87ps / 6,300rpm的最大馬力，11.0kg·m / 4,000rpm的扭力峰值。車型：
1. 1969年-1971年：第一代三菱Colt Galant A I
2. 1969年-1974年：第一代克萊斯勒Valiant Galant（日语：クライスラー・ヴァリアントギャラン）

## 4G31型（單化油器）
4G31型之排氣量為1,499c.c.、缸徑74.5mm、衝程86.0mm、壓縮比9.0:1，採用鋁製汽缸蓋及鑄鐵汽缸本體，具有5個主軸承，8閥門SOHC之設計，燃料裝置為史特龍博格下吸式化油器。可輸出95ps / 6,300rpm的最大馬力，13.2kg·m / 4,000rpm的扭力峰值。車型：
1. 1969年-1971年：第一代三菱Colt Galant A II
2. 1969年-1974年：第一代克萊斯勒Valiant Galant

## 4G31型（雙化油器）
4G31型之排氣量為1,499c.c.、缸徑74.5mm、衝程86.0mm、壓縮比10.0:1，採用鋁製汽缸蓋及鑄鐵汽缸本體，具有5個主軸承，8閥門SOHC之設計，燃料裝置為SU雙桶側吸式可變文氏管化油器。最大馬力可輸出105ps / 6,700rpm，扭力峰值則是13.4kg·m / 4,800rpm。車型：
1. 1970年-1971年：第一代三菱Colt Galant GS
2. 1969年-1974年：第一代克萊斯勒Valiant Galant

## 4G32型（單化油器）

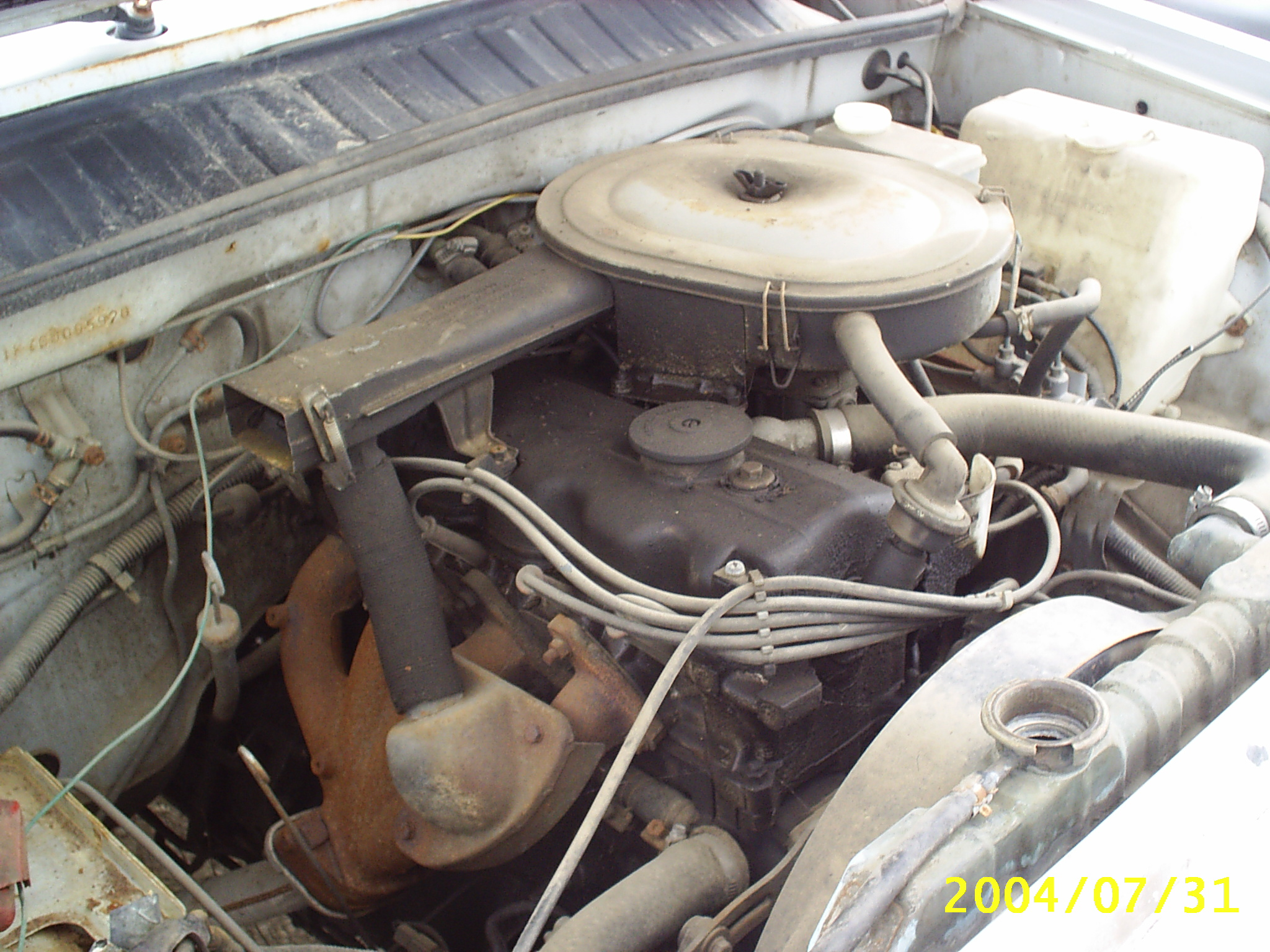
現代Stellar的4G32型引擎

4G32型之排氣量為1,597c.c.、缸徑76.9mm、衝程86.0mm、壓縮比9.5:1，燃料裝置為SU單桶側吸式可變文氏管化油器。點火順序為1-3-4-2，最大馬力可輸出100ps / 6,300rpm，扭力峰值則是14.0kg·m / 4,000rpm。車型：
1. 1970年-1972年：三菱Galant GTO MI
2. 1973年-1976年：第二代克萊斯勒Valiant Galant[1]
3. 1983年-1986年：現代Stellar（英语：Hyundai Stellar）

## 4G32型（雙化油器）

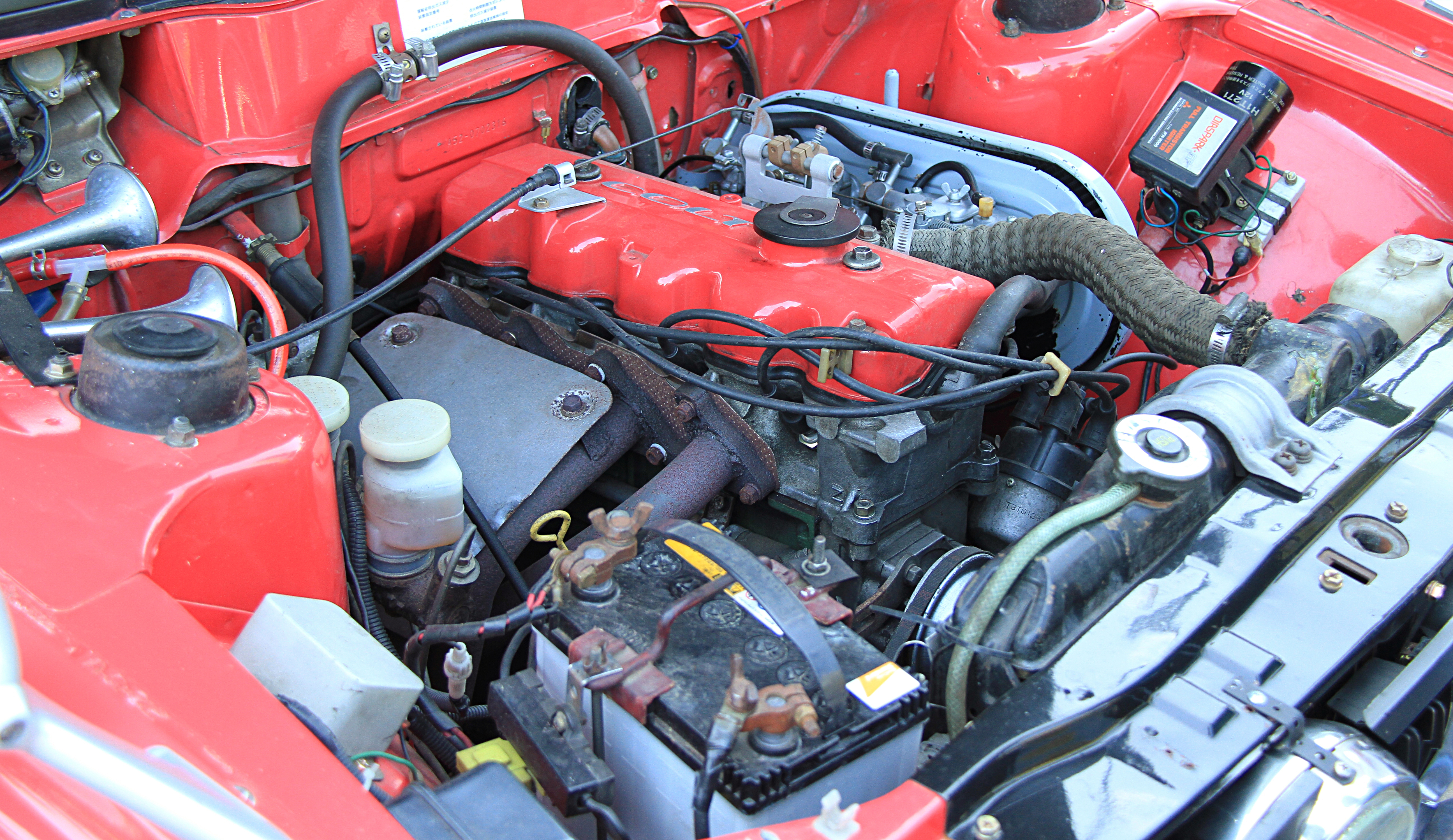
三菱Colt Galant A II GS的4G32型引擎

4G32型之排氣量為1,597c.c.、缸徑76.9mm、衝程86.0mm、壓縮比9.5:1，燃料裝置為SU雙桶側吸式可變文氏管化油器。點火順序為1-3-4-2，最大馬力可輸出110ps / 6,700rpm，扭力峰值則是14.2kg·m / 4,000rpm。車型：
1. 1970年-1972年：三菱Galant GTO MII
2. 1970年-1972年：第一代三菱Colt Galant A II
3. 1971年-1979年：道奇Colt（英语：Dodge Colt）

## 4G32型（DOHC）

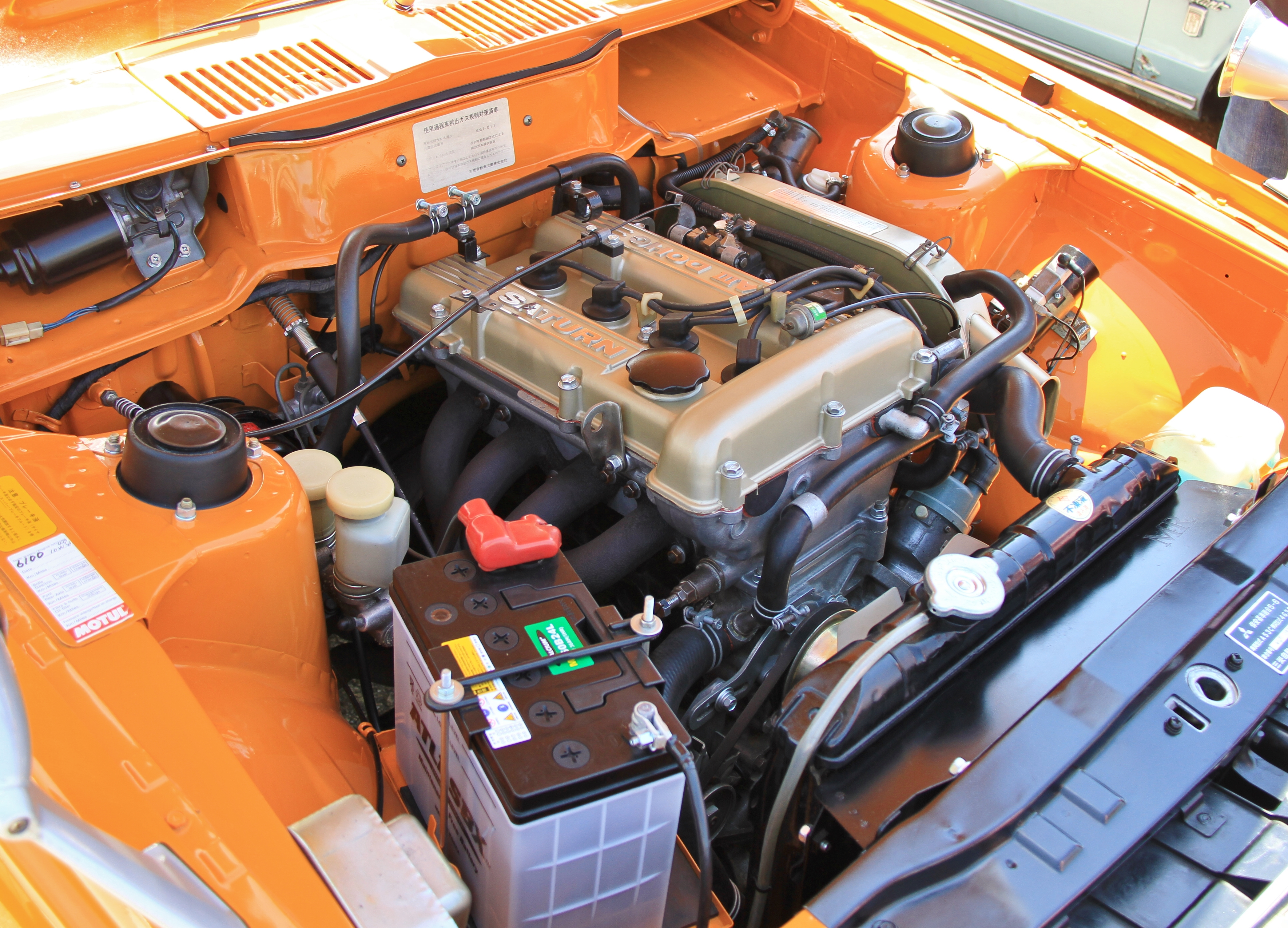
三菱Galant GTO MR車型的DOHC 4G32型引擎

其排氣量為1,597c.c.、缸徑76.9mm、衝程86.0mm、壓縮比9.5:1，燃料裝置為Solex雙桶側吸式可變文氏管化油器，並未配置三菱MCA系統。最大馬力可輸出125ps / 6,800rpm，扭力峰值則是14.5kg·m / 5,000rpm。車型：
1. 1970年-1972年：三菱Galant GTO MR

## G32B型（→4G32型【新】）

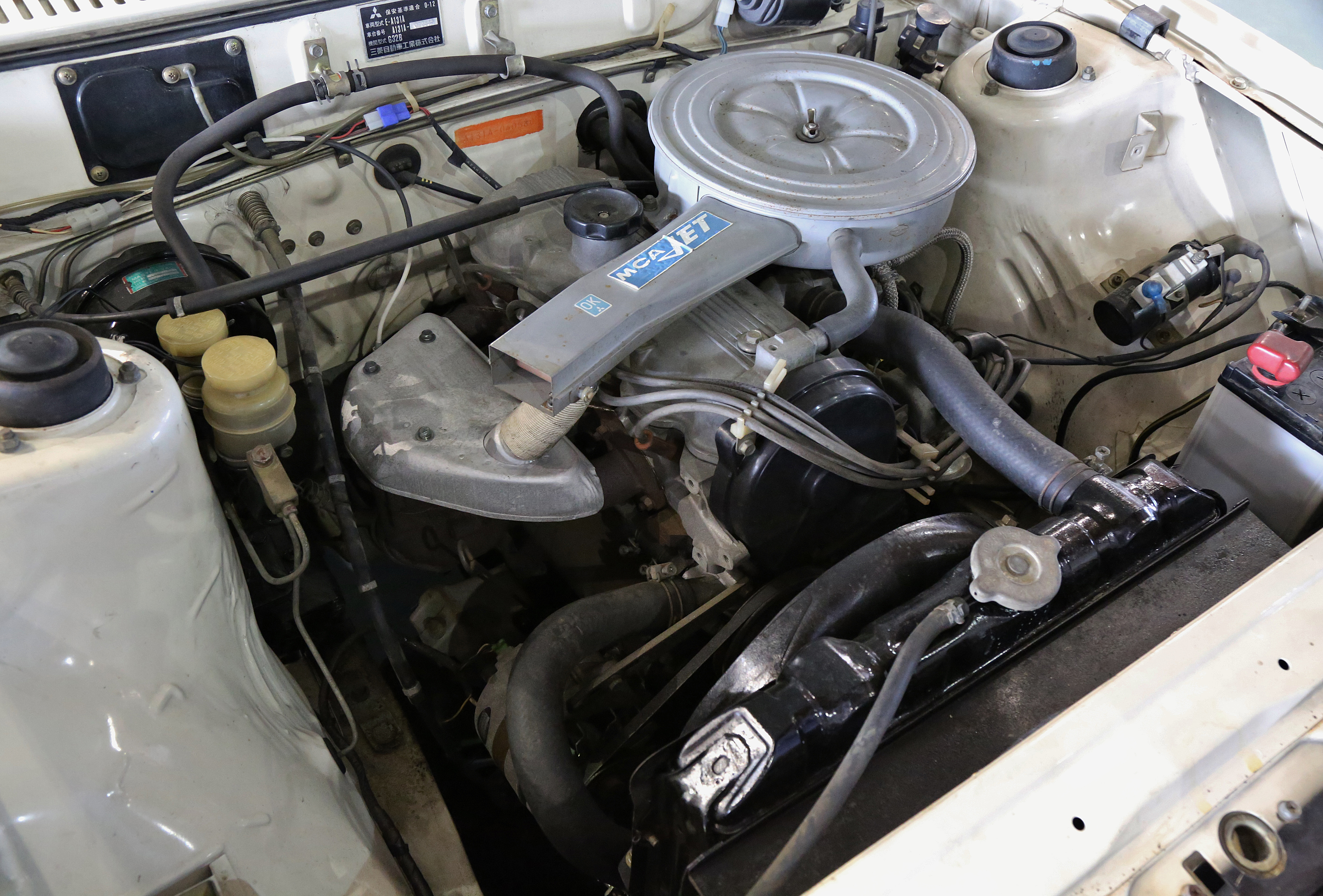
三菱Galant Σ的G32型引擎

1977年問世的G32B型之排氣量為1,597c.c.、缸徑76.9mm、衝程86.0mm、壓縮比8.5:1，燃料裝置為史特龍博格下吸式化油器。最大馬力可輸出92ps / 6,300rpm，扭力峰值則是12.5kg·m / 4,000rpm。具備靜默軸、橡膠正時皮帶、通過昭和53年汽車廢氣排放標準的MCA-JET系統，但1987年更名成4G32型【新】。車型：
1. 1977年-1980年：第三代三菱Galant Σ
2. 1977年-1979年：第一代三菱Lancer
3. 1977年-1980年：第一代三菱Galant Λ
4. 1977年-1981年：三菱Lancer Celeste
5. 1978年-1980年：第一代三菱Galant Σ Eterna
6. 1978年-1980年：第一代三菱Galant Λ Eterna
7. 1979年-1983年：第一代三菱Mirage 1600GT
8. 1980年-1986年：三菱Forte / 第一代三菱Triton（外銷版）
9. 1983年-1991年：第一代三菱Chariot

## G32B型（渦輪增壓）
1982年問世的G32B型（渦輪增壓）之排氣量為1,597c.c.、缸徑76.9mm、衝程86.0mm、壓縮比8.5:1，史特龍博格化油器放置在三菱重工製TC04-9B型渦輪增壓器上游側。最大馬力可輸出115ps / 5,500rpm，扭力峰值則是17.0kg·m / 3,000rpm。車型：
1. 1982年-1983年：三菱Cordia

## 4G33型
1971年問世的4G33型之排氣量為1,439c.c.、缸徑73.0mm、衝程86.0mm、壓縮比8.5:1，燃料裝置為史特龍博格下吸式化油器。最大馬力可輸出92ps / 6,300rpm，扭力峰值則是12.5kg·m / 4,000rpm。另有搭配MCA-JET稀薄燃燒技術的版本，稱之為G33B型。南韓現代汽車經過原廠之授權，曾開發LPG版本以供應計程車。車型：
1. 1971年-1973年：第一代三菱Colt Galant
2. 1973年-1979年：第一代三菱Lancer
3. 1975年-1981年：三菱Lancer Celeste
4. 1975年-1988年：現代Pony（朝鲜语：현대 포니）
5. 1976年-1980年：普利茅斯Arrow（英语：Plymouth Arrow）（美國）
6. 1979年-1989年：第二、三代三菱Delica
7. 1979年：三菱FG15T堆高機
8. 1981年-2017年：三菱Colt L300（印尼）
9. 1983年-1987年：現代Stellar（朝鲜语：현대 스텔라）

## 4G35型（單化油器）
4G35型之排氣量為1,686c.c.、缸徑79.0mm、衝程86.0mm、壓縮比8.5:1，採用鋁製汽缸蓋及鑄鐵汽缸本體，具有5個主軸承，8閥門SOHC之設計，燃料裝置為史特龍博格下吸式化油器。可輸出105ps / 6,300rpm的最大馬力，15.0kg·m / 4,000rpm的扭力峰值。車型：
1. 1973年-1973年：第一代三菱Colt Galant
2. 1972年-1976年：三菱Galant GTO XI

## 4G35型（雙化油器）
基本構造與單化油器版相同，唯壓縮比為9.5:1，最大馬力115ps / 6,300rpm、最大扭力15.2kg·m / 4,000rpm。車型：
1. 1972年-1976年：三菱Galant GTO XII

## 4G36型
4G36型之排氣量為1,238c.c.、缸徑73.0mm、衝程74.0mm、壓縮比9.0:1，燃料裝置為史特龍博格下吸式化油器。最大馬力可輸出73ps / 6,000rpm，扭力峰值則是10.3kg·m / 3,800rpm。車型：
1. 1976年-1977年：第一代三菱Lancer

## G37B型（4G37型）
1983年問世的G37B型之排氣量為1,755c.c.、缸徑80.6mm、衝程86.0mm、壓縮比9.0:1，燃料裝置為電子控制式化油器。最大馬力可輸出85ps / 5,500rpm，扭力峰值則是14.1kg·m / 3,500rpm；後來在1987年改稱4G37型。車型：
1. 1983年-1999年：第五代三菱Galant Σ/三菱Sapporo（歐洲）/三菱Sigma（紐西蘭）
2. 1983年-1991年：第一代三菱Chariot
3. 1983年-1990年：三菱Cordia
4. 1983年-1990年：三菱Tredia
5. 1983年-1991年：第二、三代三菱Mirage
6. 1989年-1995年：第一代三菱Eclipse RS
7. 1990年-1994年：普利茅斯Laser（英语：Plymouth Laser）
8. 1993年-1994年：老鷹Talon（英语：Eagle Talon）

## 6G34型（Saturn 6型）
直列六缸的6G34型之排氣量為1,994c.c.、缸徑73.0mm、衝程79.4mm、壓縮比9.0:1，採用鋁製汽缸蓋、鑄鐵汽缸本體，12閥門SOHC之設計，燃料裝置為SU雙桶側吸式可變文氏管化油器，並未配置三菱MCA系統，可輸出130ps的最大馬力。車型：
1. 1970年-1976年：第一代三菱Debonair

## 外部連結
- （日語）三菱：4G32型エンジンの諸元と性能まとめ
- （日語）三菱：4G37型エンジンの諸元と性能まとめ